# Carabinieri nel Risorgimento

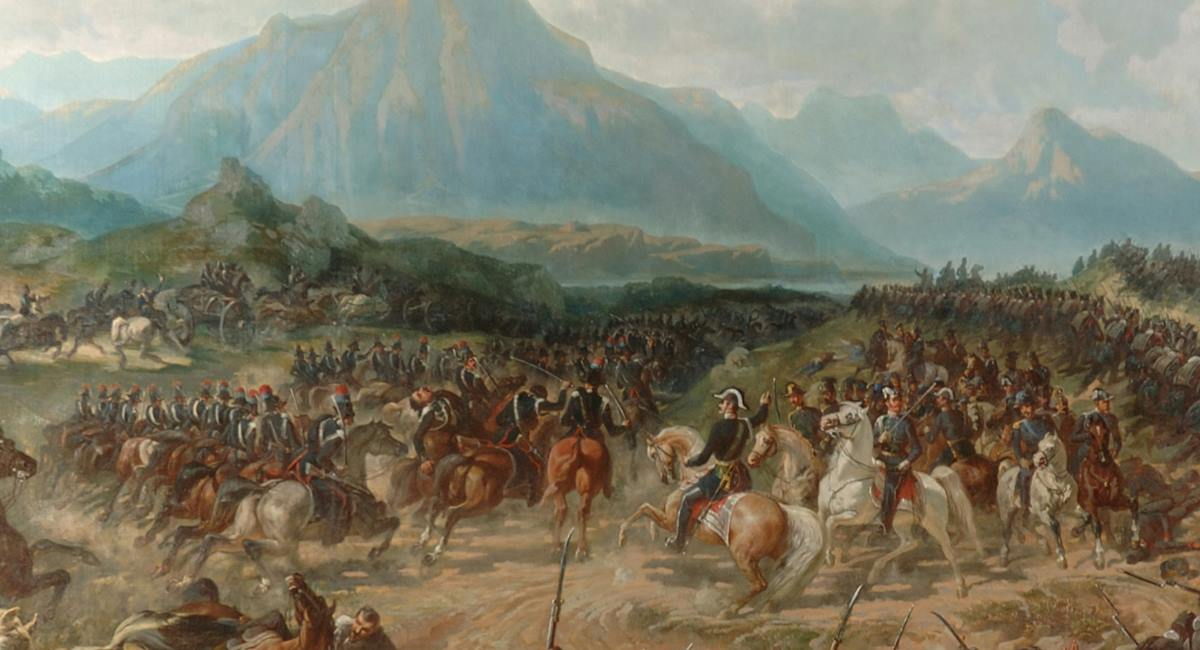
La Battaglia di Pastrengo, prima grande vittoria dell'Arma dei Carabinieri, in un dipinto d'epoca

I Carabinieri nel Risorgimento italiano giocarono un ruolo importante, combattendo su diversi fronti, nelle battaglie per l'unità d'Italia.

## Prima guerra d'indipendenza

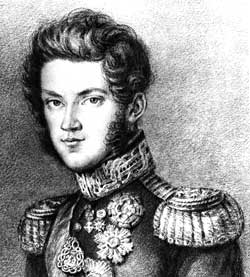
Carlo Alberto di Savoia

Alla vigilia dello scoppio della prima guerra d'indipendenza italiana il 4 marzo 1848 Carlo Alberto concesse lo Statuto, ed il 23 marzo venne fatta dal sovrano dichiarazione di guerra all'Impero austriaco.
Nei giorni precedenti i carabinieri reali avevano pattugliato le frontiere col regno lombardo-veneto e per l'acquisizione di notizie ed informazioni sull'entità delle truppe austriache, evitando anche lo scoppio di moti popolari oltre confine. Allo scoppio della guerra Carlo Alberto di Savoia assunse il comando in capo dell'esercito sabaudo in cui vennero mobilitati:
- 3 squadroni Carabinieri (280 uomini): per la scorta al monarca e al suo quartier generale;
- 3 mezzi squadroni (154 uomini): con compiti di polizia militare per le tre grandi unità.

I 3 Squadroni della scorta erano al comando del maggiore Alessandro Negri di Sanfront. Venne, inoltre, costituito un piccolo reparto di impiego tattico che si distingue in azioni finalizzate a sloggiare gli austriaci e occupare l'abitato di Pastrengo.

### Gli scontri di Pastrengo
Nelle prime fasi della battaglia di Pastrengo era prevista un'azione nemica e le truppe piemontesi si erano preparate al contrattacco avente per obiettivo proprio Pastrengo: iniziata l'azione Carlo Alberto, dal suo osservatorio del Colle della Mirandola, non vedendo avanzare il centro dello schieramento, con il suo seguito si sposta verso l'azione per rendersi conto personalmente della situazione. Si spinse però verso una zona occupata dal nemico che, scoprendosi, fece fuoco sui Carabinieri in avanscoperta, costringendo questi ultimi ad intervenire per evitarne la cattura.

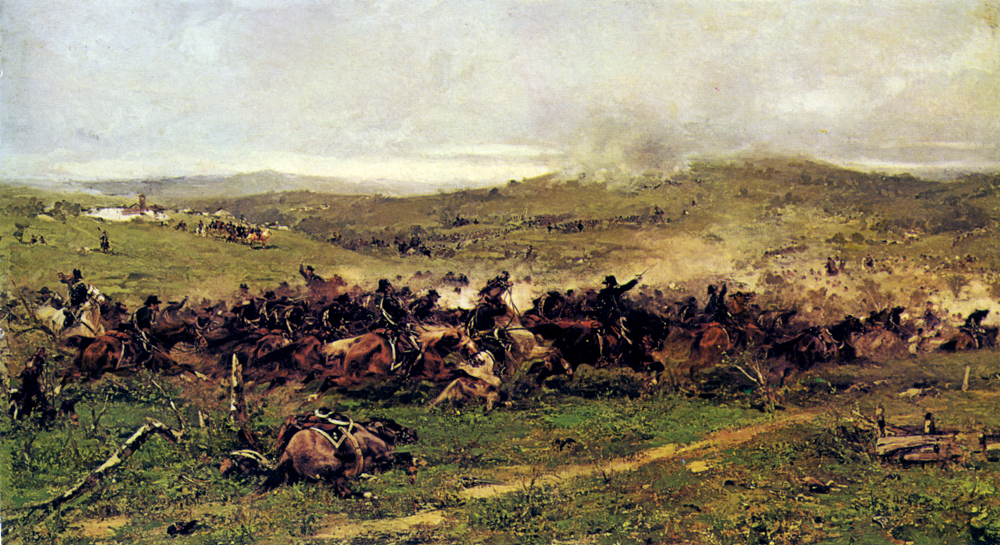
La carica in un dipinto di Sebastiano De Albertis

Il maggiore Negri di Sanfront subito si pone a battere il terreno antistante e, con l'aiuto di altra cavalleria, con successive cariche sorprende gli austriaci che si ritirano, ripiegando dopo poche ore su Bussolengo. Nella stessa giornata la cittadina venne occupata dall'esercito sabaudo. Successivamente gli squadroni di scorta si distinguono nei fatti d'arme di Verona, Custoza e Valeggio, fuori Milano e nell'assedio di Peschiera.

### La difesa di Casale Monferrato
Giunge da Alessandria un convoglio di carri scortato da un drappello di Carabinieri agli ordini del luogotenente Vittorio Morozzo Magliano di S. Michele, il quale appena consegnato il carico viene esortato a rimanere a dar manforte alle poche truppe (8 Carabinieri della stazione e alcuni cittadini volenterosi) per difendere la città.
Rimane a condizione che gli consentano di posizionarsi alla difesa del vicino ponte. Con ardimento ed a capo di pochi difensori, si posiziona alla testa del ponte sull'altra sponda, rallentando l'avanzata del nemico. Ma il successo è breve: viene colpito a morte. Gli Austriaci non si spingono a fondo nel successivo attacco, poiché giunge notizia dell'armistizio di Vignale, e ripiegano così verso il Sesia.

### La fine delle ostilità
Durante la campagna, dai vari governi provvisori si decretò l'annessione dei ducati di Parma, Piacenza e Guastalla, Modena e Reggio Emilia al Piemonte, stabilendo che i Carabinieri Piemontesi assorbissero - previa selezione - i vari Corpi di gendarmeria dei ducati.
In seguito alla vittoria dell'Austria:
- I reparti territoriali lasciati in quelle province dopo l'armistizio cessarono progressivamente di funzionare ed i Carabinieri rimpatriarono;
- Gli ex gendarmi transitati nei Carabinieri poterono chiedere di essere congedati e rimpatriati ottenendo il reintegro nella gendarmeria.

Degno di nota è il fatto che fintanto che rimasero sul posto i reparti sostennero con ogni mezzo le popolazioni locali vessate dagli austriaci. A tal proposito, meritevole di menzione fu la condotta del Capitano Ollandini. Egli seppe tener testa al Maresciallo austriaco Thurn, il quale tentò in tutti i modi di allontanare i Carabinieri dai territori ritornati sotto la Doppia Aquila.

### Riconoscimenti
Per le prove del 1848, la Bandiera dell'Arma si fregia:
- 1 Medaglia d'Argento al Valor Militare, per Pastrengo;
- 2 Medaglie di Bronzo al Valor Militare ai 3 Squadroni di scorta di Pastrengo.

### I tumulti nel dopoguerra
La guerra perduta esasperò gli animi in tutto lo Stato e la varie correnti politiche si mossero reciproche accuse che degenerarono in tumulti di piazza: i più gravi si svolsero a Genova dove trovò la morte il maggiore Angelo Ceppi di Bairolo, linciato dai rivoltosi. Inviate altre truppe al comando del generale Alfonso La Marmora, la sollevazione fu repressa e l'ordine ristabilito.

## Seconda guerra d'indipendenza
Durante la seconda Guerra d'Indipendenza i Carabinieri:
- Espletarono solo compiti di Polizia militare, ampliati rispetto alla Guerra precedente;
- Non costituirono Reparti speciali per la scorta del Re e del suo Stato Maggiore;
- Formarono drappelli addetti alle Grandi Unità;
- Svolsero il servizio delle informazioni (la moderna intelligence).

Tali compiti vennero affidati ad uno scelto gruppo di Ufficiali e Sottufficiali i quali espletarono avvistamenti del nemico, segnalazioni, protezione delle linee telegrafiche e un servizio di corrispondenza per mezzo di piccoli posti di Carabinieri tra varie località del territorio.

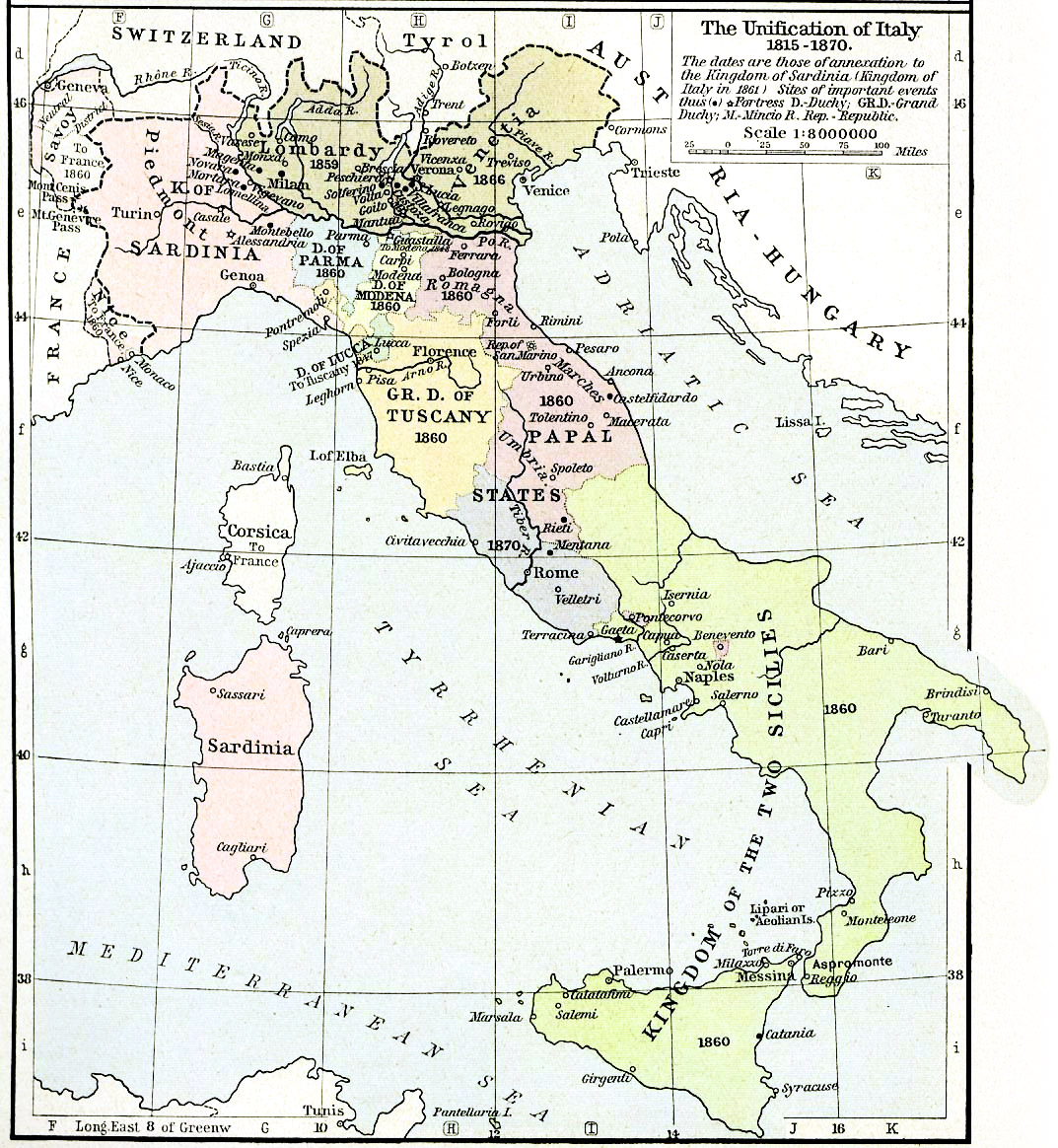
l'Italia nel Risorgimento

### Il processo di unificazione
Nei piccoli stati emiliani di Modena, Parma e Piacenza, in seguito alla decadenza dei rispettivi sovrani, si decretò l'annessione al Piemonte e quindi il territorio fu presidiato dalle truppe piemontesi, mentre i Carabinieri provvidero all'ordine pubblico e a i servizi di polizia, facendosi coadiuvare dalle Gendarmerie locali. Il trattato di Villafranca, però, prevedeva il ritiro dai Ducati di tutti i funzionari civili e dei contingenti militari del Piemonte. Con il ripiegamento dei Carabinieri sarebbe stato possibile il ritorno degli ex sovrani con grave pregiudizio per il processo di unificazione.

#### Emilia e Romagna
Il Commissario straordinario del governo piemontese a Modena Luigi Carlo Farini, dal popolo acclamato dittatore, chiese quindi di far rimanere i Carabinieri. Il governo del Piemonte, tuttavia, per rispetto dei trattati, non poté dare tale ordine. Fece comunque sapere, tramite il Magg. Gen. Lovera di Maria (comandante del Corpo), al Comandante dei CC in Modena, Magg. Giuseppe Formenti, che se essi vi fossero rimasti spontaneamente avrebbero contribuito in modo favorevole a risolvere il problema. Fu deciso in tal senso, e questo sostenne l'azione del Farini che estese la sua dittatura anche a Reggio Emilia, mentre Parma e Piacenza si adeguavano alla situazione di Modena. Dopo l'8 agosto 1859, eletti i deputati del popolo di Romagna, questi proclamarono decaduta la sovranità austriaca e l'annessione al costituendo Regno d'Italia. I Carabinieri che avevano conservato Tenenze e Stazioni nei territori annessi, contribuiendo con la loro opera al verificarsi di tali eventi, vi restarono definitivamente (nuclei originari delle future Divisioni Carabinieri di Bologna, Forlì, Modena e Parma, istituite il 16 gennaio 1860).

#### Umbria e Marche
Per la campagna in Umbria e nelle Marche alcune centinaia di Carabinieri legati al seguito delle unità in campo svolsero i tradizionali compiti di polizia militare. Nell'ultima fase della campagna nell'Italia Meridionale, identici compiti ebbero i Carabinieri, i quali unitamente alle forze regolari piemontesi, si riunirono con le colonne garibaldine provenienti dal sud.

#### Toscana
Anche a Firenze, per evitare la restaurazione di quel Granducato, decretata a Villafranca, fu convocata la Consulta Toscana che si dichiarò contraria al rientro di Leopoldo II e richiese una consultazione popolare per l'annessione al Regno Sardo, ottenuta con il plebiscito dell'11-12 marzo 1860. Il maggiore Ollandini, inviato dal Comando Generale del Corpo, fu nominato comandante della locale Gendarmeria con l'incarico di riordinarne la struttura. Fu creato un corpo denominato Legione Carabinieri Toscani che comprendeva le divisioni di Firenze, Livorno e Siena.
L'Arma ebbe dunque le forze - debitamente selezionate tra le sue file - delle ex-gendarmerie ed anche circa mille gendarmi pontifici, già Carabinieri delle Romagne. Soltanto in Lombardia, sciolta la gendarmeria di impronta austriaca, si preferì indire arruolamenti volontari.

### Lo sbarco in Sicilia
Il progetto di unificazione della penisola si completò con l'impresa di Garibaldi del 1860, a cui parteciparono i Carabinieri genovesi, (non appartenenti all'Arma, così chiamati perché armati di moderne carabine) che, dopo essere sbarcato ed aver affrontato, vincendole, le prime scaramucce in Sicilia, vi assunse la carica di Dittatore in nome del Re d'Italia. Ovviamente i Carabinieri vi ebbero notevole parte.
Nelle cittadine dell'isola conquistate si rese immediatamente necessario provvedere al servizio di polizia ed a ciò provvide un reparto di Carabinieri organizzato da Ufficiali e Sottufficiali piemontesi. La missione fu affidata al maggiore Francesco Massiera il quale, per ovvie ragioni di opportunità, si dimise temporaneamente dall'Arma, recandosi in Sicilia con una trentina di militi.
Venne formata una Legione Carabinieri Reali di Sicilia guidata dal maggior generale Giovanni Serpi, che aveva l'organico di 73 Ufficiali e 1426 militari a piedi e 901 a cavallo. Gli arruolamenti dovevano essere fatti tra i siciliani e gli ex appartenenti alla disciolta Gendarmeria borbonica. Tali forze, nonostante le obbiettive difficoltà, assicurarono un efficiente servizio di polizia distribuendosi nel territorio al progredire delle conquiste. Già l'anno successivo erano una delle più grandi ed organizzate Legioni Carabinieri del nuovo stato unitario.

### Riconoscimenti
In tutte le campagne della seconda guerra d'indipendenza i compiti affidati al corpo vennero assolti in modo esemplare per cui, chiusesi le ostilità con l'accordo franco-austriaco ed il successivo armistizio di Villafranca (11 luglio 1859), vennero concesse:
- 20 Medaglie d'Argento al Valor Militare;
- 25 Menzioni onorevoli poi tramutate in Medaglie di Bronzo al Valor Militare.

## L'unità d'Italia e l'incorporamento nel Regio Esercito
Con la legge 7 marzo 1861 si costituì il Regno d'Italia e l'Armata Sarda mutò il suo nome in Regio Esercito Italiano; il Corpo dei Carabinieri venne denominato Arma, la prima dell'esercito che in seguito all'assorbimento delle varie Gendarmerie ebbe nuovo totale riordino. Il territorio era suddiviso in 13 Legioni territoriali: Torino, Genova, Cagliari, Milano, Bologna, Firenze, Napoli, Chieti, Bari, Salerno, Catanzaro, Palermo e Ancona che comprendevano anche una Legione Allievi a Torino (reparto addestrativo), circa 1.600 Stazioni Carabinieri, e un totale di circa 19.000 uomini.
Negli anni che videro la formazione e l'assestamento dello Stato unitario si ebbero manifestazioni di piazza, disordini sollevazioni ed attentati, che caratterizzarono un po' ovunque la vita italiana. Crisi politiche, economiche e sociali, conflitti d'interessi fra nord e sud fra vecchi e nuovi istituti, vecchie e nuove leggi determinarono situazioni di emergenza pressoché continue. Tra il 1862 e il 1864, per mantenere buoni rapporti, si dovette tenere a freno i patrioti che, con vari tentativi, tentarono di liberare il Veneto: i Carabinieri ebbero il compito fermarli e pattugliare le frontiere per scongiurare infiltrazioni sgradite all'Austria.

### La crisi in Sicilia
In Sicilia, conflitti di opinioni, grave crisi economica, abusi, errori di governo portarono ad aspre sommosse che sfociarono in veri atti di delinquenza. Nel progetto della rivolta del sette e mezzo, scoppiata nel 1866, era prevista l'occupazione di Palermo, il travolgimento di truppe e Carabinieri per creare un governo provvisorio e favorire l'insurrezione dell'intera isola mediante esterni per ottenere l'autonomia della Sicilia.
I disordini che provocarono le gravi perdite inferte ai Carabinieri ed alle Forze Armate furono domati e l'ordine fu ristabilito con l'intervento del generale Raffaele Cadorna, cui furono dati pieni poteri. Nel frangente l'Esercito ebbe 53 morti, di cui 7 Ufficiali, 225 feriti e 24 dispersi. L'Arma fu più provata nella città di Palermo e in varie località della provincia dove sostennero delle vere e proprie battaglie coi rivoltosi. Alla fine della sommossa le perdite dei Carabinieri poterono riassumersi con 53 morti e varie decine di feriti. Numerosi furono i decorati: il colonnello Edoardo Sannazzaro di Giarolle, Comandante della Legione di Palermo, fu insignito della Croce di Cavaliere dell'Ordine Militare d'Italia. Il Gen. Cadorna scrisse: «I Carabinieri, come sempre, si distinsero per coraggio e zelo».

### Terza guerra d'indipendenza

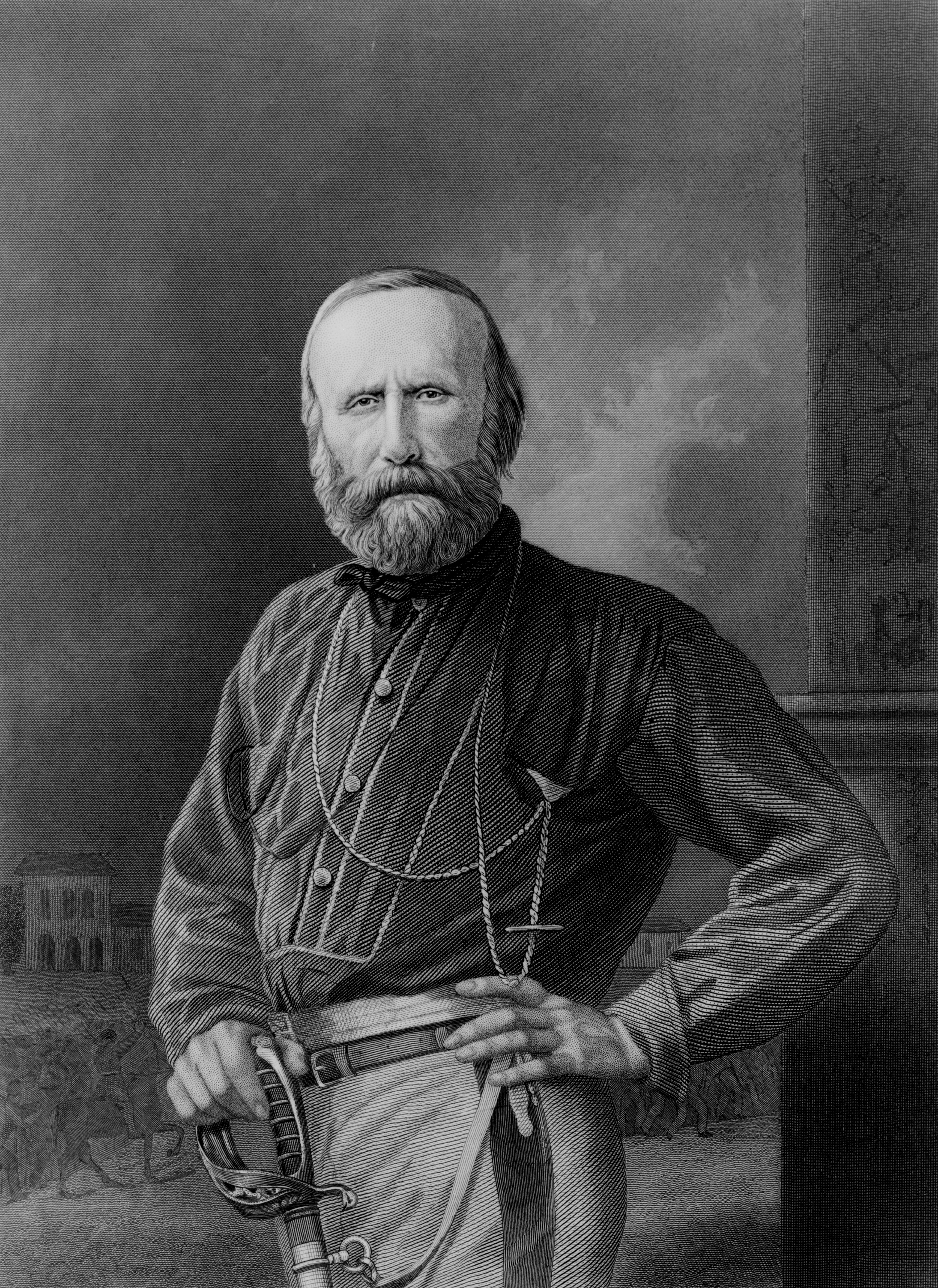
Giuseppe Garibaldi

Alla Terza Guerra d'Indipendenza l'Arma concorse con 110 uomini e 72 cavalli presso il Quartier Generale del Re. Fornì anche 25 drappelli a piedi e a cavallo con compiti di scorta e polizia militare al seguito dei 4 Corpi d'esercito, le 20 Divisioni e il Corpo volontari. Altri 23 Carabinieri, al comando di un ufficiale, erano aggregati alla Guardia Nazionale in difesa della Valtellina.

In tali circostanze ai Carabinieri furono affidati i compiti di:
- vigilanza dei confini;
- esplorazione;
- guardia ai valichi;
- difesa dei passi.

Si distinsero in modo particolare il drappello addetto alla divisione volontari (difesa di Edolo ed in Valcamonica) e quello addetto alla 15ª Divisione. I Carabinieri però furono anche in prima linea tra i combattenti di Custoza, Monzambano, Monte Croce, Condino, Borgo Valsugana, Levico e Primolano.

### Gli arresti di Giuseppe Garibaldi
Nel 1867 all'Arma fu affidato l'incarico di fermare Garibaldi due volte: necessità politiche del momento imponevano di tenere "calmo" il generale:
- Il primo episodio si verificò in Sinalunga il 24 settembre 1867 dove l'"eroe dei due mondi" si mise a disposizione del tenente Fedrigo Pizzuti senza proteste, né suscitando alcuno scalpore;
- Il secondo episodio, del 5 novembre 1867, si ebbe a Figline Valdarno, presso Firenze ove Garibaldi transitava con un treno carico di armati reduci dalla battaglia di Mentana dove i francesi li avevano battuti. Il Governo su cui cadeva la responsabilità delle imprese di Garibaldi, ordinò all'Arma di procedere al fermo del convoglio e dirottarlo verso La Spezia ove i componenti sarebbero stati trattenuti nel forte del Varignano. Si deve alla capacità maggiore Deodato Camosso cui fu affidato l'incarico, se l'episodio non degenerò in un violentissimo scontro a fuoco tra i seguaci di Garibaldi e i due battaglioni (uno di CC all'interno della Stazione e uno di Bersaglieri dislocato all'esterno).

### La breccia di Porta Pia e la presa di Roma

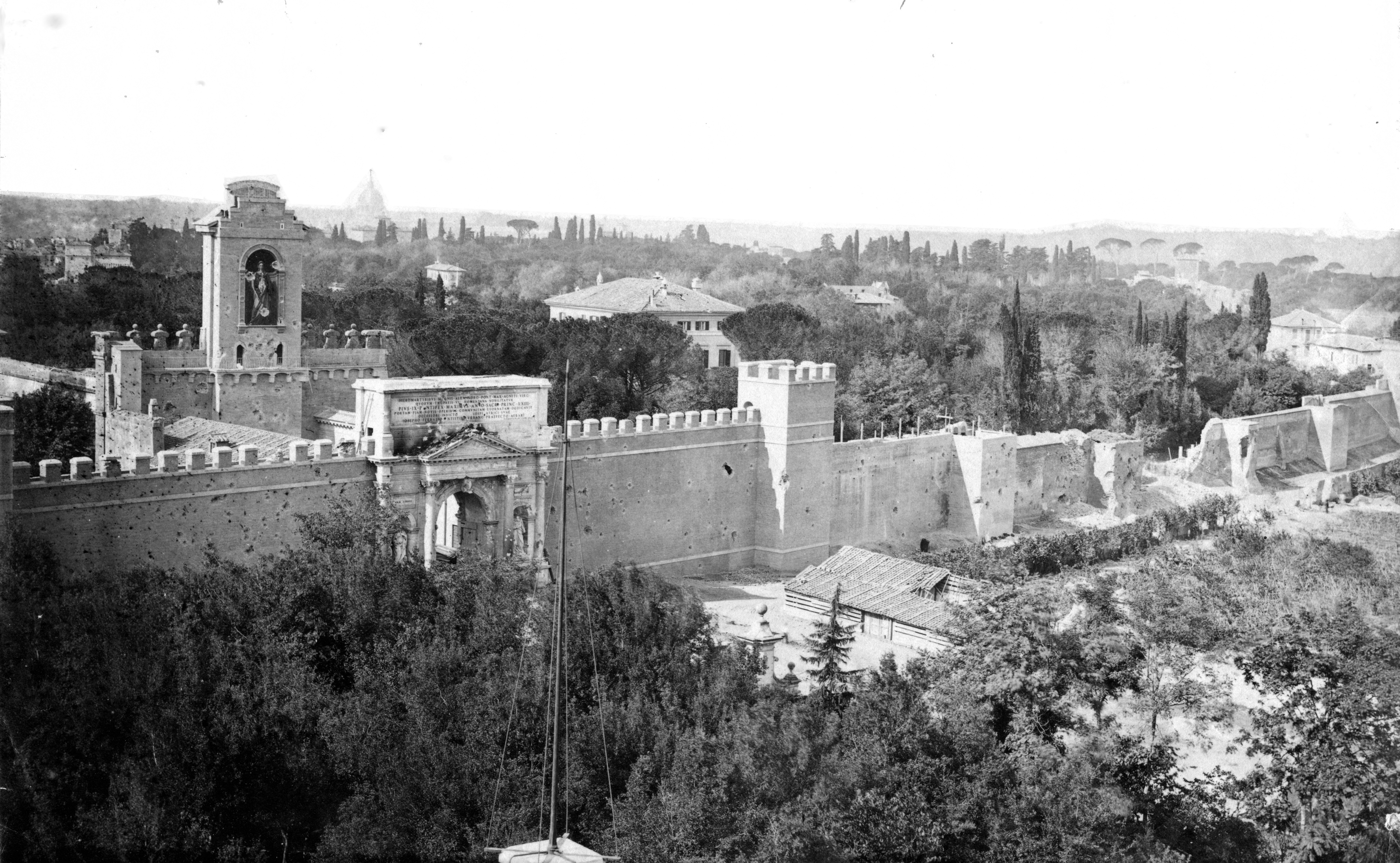
Porta Pia e la Breccia aperta dall'artiglieria Italiana (Lodovico Tuminello)

Dopo Porta Pia, gli stessi Ufficiali comandanti dei reparti mobilitati, avvalendosi degli stessi uomini, diedero inizio all'organizzazione dell'Arma sia a Roma che fuori dalla città: la forza dipendeva dalla Legione di Firenze. Il 1º gennaio 1874 fu istituita la Legione di Roma con giurisdizione su Roma, Ancona, L'Aquila, Ascoli Piceno, Macerata e Perugia.
Figura degna di nota per quegli anni è quella del tenente Giacomo Acqua che fu il primo Ufficiale dei Carabinieri in assoluto che entrò in Roma e fu uno degli artefici dell'organizzazione dei Carabinieri nella città. Già decorato di Croce dell'Ordine Militare di Savoia nella lotta al brigantaggio postunitario italiano prima del suo ingresso nell'Arma, cadde in conflitto con alcuni banditi nelle campagne circostanti Genazzano, nella provincia di Roma.